# 1179

## Události
- 23. ledna bitva u Loděnice mezi Přemyslovci Bedřichem a Soběslavem II.
- v Římě zasedá Třetí lateránský koncil; účastnilo se ho 309 biskupů a předsedal mu papež Alexandr III.
- Aberdeen ve Skotsku se stává městem
- korunovace francouzského krále Filipa II.

## Narození
- ? – Alfons II. Provensálský, provensálský hrabě († 2. února 1209)
- ? – Konstancie Aragonská, uherská a sicilská královna († 23. června 1222)
- ? – Snorri Sturluson, islandský historik a básník († 23. září 1241)
- ? – Yaqut al-Hamawi ar-Rumi, geograf a spisovatel řeckého původu († 20. srpna 1229)

## Úmrtí
- 17. září – Hildegarda z Bingenu, německá mystička, přírodovědkyně, lékařka, hudební skladatelka a spisovatelka, členka benediktinského řádu a zakladatelka kláštera na Rupertsbergu u Bingenu (* 1098)
- ? – Urraca Kastilská (Alfonso), navarrská královna (* 1133)

## Hlavy států
- České knížectví – Bedřich (kníže)
- Svatá říše římská – Fridrich I. Barbarossa
- Papež – Alexandr III.
- Anglické království – Jindřich II. Plantagenet
- Francouzské království – Ludvík VII.
- Polské knížectví – Kazimír II. Spravedlivý
- Uherské království – Béla III.
- Sicilské království – Vilém II. Dobrý
- Kastilské království – Alfonso VIII. Kastilský
- Rakouské vévodství – Leopold V. Babenberský
- Skotské království – Vilém Lev
- Byzantská říše – Manuel I. Komnenos